# Yellow (島みやえい子の曲)
「Yellow」（イエロー）は、日本の歌手、島みやえい子の同人シングル。2012年10月28日に発売された。

## 概要
- 前作「Onkalo」以来、4ヶ月ぶりとなるシングルリリース。
- 2012年10月28日に開催された音系・メディアミックス同人即売会「M3」にて本人のサークル「Shimamiya４」で限定販売された[1]。

## 楽曲解説
Yellow -1st chapter-
本人曰く「アンドロメダ星人と地球に住む女の子のお話なの。  知を発達させ過ぎて感情が退化してしまったアンドロメダ星人が感情を手に入れてしまうの。それは女の子との別れによって手に入るんだ」とのこと。
Yellow -2nd chapter-
本人曰く「黄泉の世界から地球に川下りするお話。グループを代表して一人ずつ小舟で下り、地球で得た経験を持って帰るんだけど、送り出した仲間は、地球で苦労してる子をハラハラしながら見守って、やがてぼろぼろの小舟でやっとこさ帰って来た子はゴールを目指すの」とのこと。

## 収録内容
| 全作詞・作曲: 島みやえい子。 |                          |              |              |      |
| #                            | タイトル                 | 作詞         | 作曲・編曲   | 時間 |
| 1.                           | 「Yellow -1st chapter-」 | 島みやえい子 | 島みやえい子 | 5:35 |
| 2.                           | 「Yellow -2nd chapter-」 | 島みやえい子 | 島みやえい子 | 4:51 |
| 合計時間:                    | 合計時間:                | 10:26        |              |      |